# Teoria obwodów
Teoria obwodów – dyscyplina naukowa zajmująca się szczegółową teoretyczną analizą obwodów elektrycznych i zjawisk w nich zachodzących, w tym m.in. metodą analizy wartości napięć i rozpływu prądów obwodów RLC w stanach ustalonych lub okresowo zmiennych, czy obwodami sprzężonymi magnetycznie oraz filtrami.
Teoria obwodów bazuje na prawie Ohma oraz  prądowym i napięciowym prawie Kirchhoffa. Ponadto opiera się na metodach analizy obwodów wynikających z praw Kirchhoffa, to jest:
- metodzie prądów oczkowych;
- metodzie potencjałów węzłowych;
- twierdzeniu Thevenina;
- twierdzeniu Nortona;
- metodzie upraszczania obwodów dla połączenia szeregowego i równoległego;
- transfiguracji gwiazda - trójkąt i trójkąt - gwiazda.

Ponadto teoria obwodów bazuje na wiedzy matematycznej: algebry liniowej, analizy matematycznej oraz topologii.